# Posdata (libro)
Posdata es un libro de ensayos del escritor mexicano Octavio Paz. Se publicó en 1970 en México por la Editorial Siglo XXI editores.

## Resumen
En la introducción al libro, Octavio Paz aclara: Estas páginas desarrollan y amplían la conferencia que pronuncié en la Universidad de Texas, Austin, el 30 de octubre pasado (1969), su tema es una reflexión sobre lo que ha ocurrido en México desde que escribí el Laberinto de la soledad y de ahí que haya llamado a este libro: Posdata.
Es un libro de ensayos dividido en tres partes:
- Olimpiada y Tlatelolco
- El desarrollo y otros espejismos
- Crítica de la pirámide

En Olimpiada y Tlatelolco desarrolla el autor un análisis sobre los sucesos ocurridos en la Plaza de las Tres Culturas en octubre de 1968 conocidos como la masacre de Tlatelolco y que dieron lugar a la dimisión de Paz como embajador en la India. En el ensayo, Paz analiza la enorme disparidad entre las moderadas peticiones de los estudiantes y la ferocidad de la represión mexicana.
En el segundo ensayo hace un recorrido por la historia de México desde la caída de la dictadura de Porfirio Díaz, pasando por los sucesivos gobiernos del Partido Revolucionario Institucional (PRI) (no es un partido ideológico sino de grupos e intereses), para terminar con una llamada a un esperanzado futuro: debemos concebir modelos de desarrollo viables y menos inhumanos, costosos e insensatos que los actuales
En el tercero tras un repaso por el dualismo desarrollado/subdesarrollado, compara a México con una pirámide, con sus implacables jerarquías y, en lo alto, el jerarca y la plataforma del sacrificio